# Motore Simca Type 342
Il Simca Type 342 è stato un motore a scoppio prodotto dal 1963 al 1970 e dal 1973 al 1975 dalla Casa automobilistica francese SIMCA.

## Caratteristiche

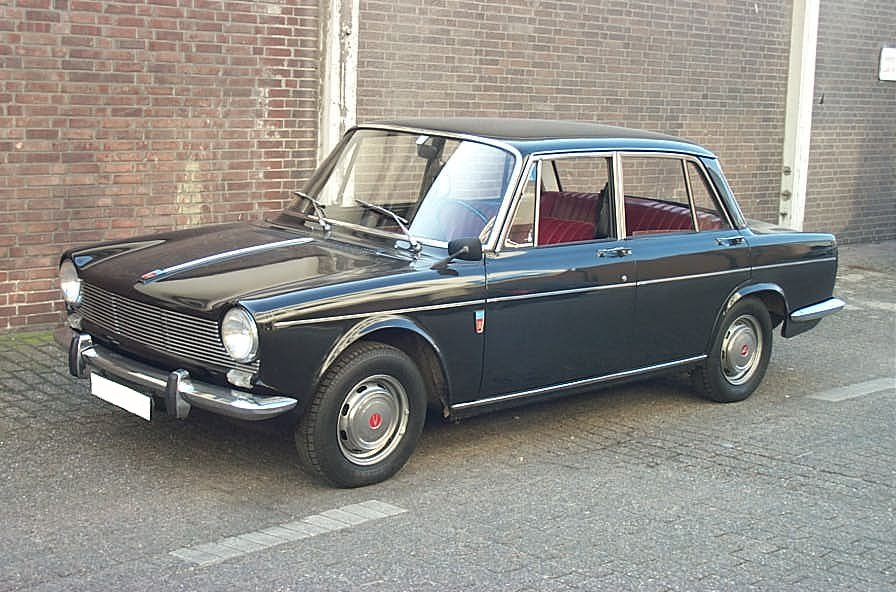
Le Simca 1500 sono state le prime ad utilizzare il motore 2N2

Questo motore è stato progettato e realizzato per equipaggiare la Simca 1500, che debuttò alla fine di quell'anno, e la successiva Simca 1501, che avrebbe sostituito la 1500 nel 1967.
Si tratta di un motore nuovo, non imparentato quindi con i motori Rush e Flash da 1.3 litri, bensì frutto di un progetto inedito.
Vengono comunque conservate le impostazioni generali che hanno caratterizzato i motori Simca prodotti fino a quel momento, vale a dire:
- architettura generale a 4 cilindri in linea;
- impostazione dimensionale di tipo sottoquadro;
- distribuzione a valvole in testa con asse a camme laterale;
- raffreddamento ad acqua.

Le novità più grandi stavano nelle nuove caratteristiche dimensionali del motore. Esso era caratterizzato infatti da misure di alesaggio e corsa pari a 75.2x83 mm, misure che comportavano il raggiungimento di una cilindrata di 1475 cm³.
Il motore 342 era alimentato da un carburatore doppio corpo Weber o Solex. Durante la sua carriera è stato proposto in quattro varianti: la prima variante, che poi era quella di base, erogava una potenza massima di 69 CV DIN (pari ad 81 CV SAE) a 5000 giri/min, mentre la coppia massima raggiungeva 100 Nm a 2600 giri/min. Questa prima variante è stata montata su:
- Simca 1500 (1963-67);
- Simca 1501 GL (1967-70);
- Simca 1501 LS/GLS (1967-71).

La seconda variante è stata introdotta nel 1969: essa erogava una potenza di 81 CV DIN (95 CV SAE) grazie ad interventi di una certa entità, come la rilavorazione della testata e delle camere di combustione. Questo motore è stato montato su:
- Simca 1501 Spécial (1969-70);
- Simca 1501 GL (1969-70).

La terza variante è stata introdotta nel 1973 dopo tre anni in cui la gamma 1501 era stata tolta dai listini: l'insuccesso della Chrysler 160, inizialmente pensata dalla Chrysler (allora proprietaria del marchio Simca) per rimpiazzare proprio la 1501, spinse i vertici della Casa statunitense a riproporre il vecchio modello. La crisi petrolifera di quell'anno, però, fece in modo che il nuovo motore fosse riproposto con potenza ridotta da 81 a 73 CV. In questa sua nuova configurazione, il motore prese la sigla 2N2, uniformata ai nuovi standard di codifica imposti dalla Chrysler per la Simca.
La quarta ed ultima variante del motore Type 342 è quella riservata alle 1501 con cambio automatico, proposte durante tutto l'aroc produttivo delle altre 1501. Questo motore, siglato 342 B, erogava una potenza massima di 72 CV a 5200 giri/min.
Dal motore Type 342 è stata derivata una versione da 1.3 litri, il Type 345, che avrebbe sostituito i vecchi 1.3 Rush.